# Therippia signata
Therippia signata är en skalbaggsart som först beskrevs av Charles Joseph Gahan 1890.  Therippia signata ingår i släktet Therippia och familjen långhorningar.
Artens utbredningsområde är Sri Lanka. Inga underarter finns listade i Catalogue of Life.